# Deutsche Cadre-71/2-Meisterschaft 2011/12

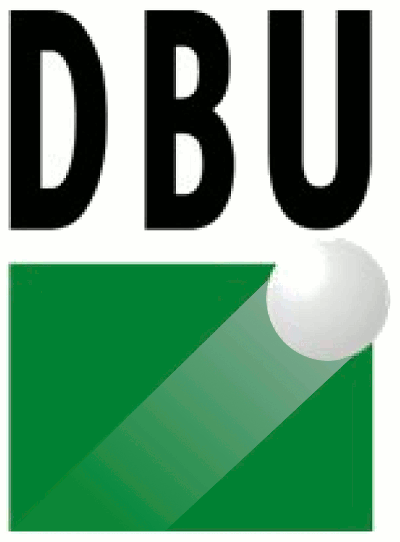
Verbandslogo: DBU

Die Deutsche Cadre-71/2-Meisterschaft 2011/12 ist eine Billard-Turnierserie und fand vom 8. bis zum 9. November 2011 in Bad Wildungen zum 62. Mal statt.

## Geschichte
Hoch überlegen und verdient gewann Thomas Nockemann seinen elften deutschen Titel im Cadre 71/2. Fast hätte das Finale den Leistungsunterschied der Akteure auf den Kopf gestellt. Der Kemptner Dieter Steinberger spielte hier sein bestes Match und schaffte ein Unentschieden. Nachdem auch die Verlängerung mit 15:15 in zwei Aufnahmen ausgeglichen geendet hatte, musste der Bandenentscheid über den Meistertitel entscheiden. Hier gewann der klar beste Spieler des Turniers verdient.

## Modus
Gespielt wurden zwei Vorrundengruppen bis 150 Punkte. Die beiden Gruppenbesten spielten dann im K.-o.-System den Sieger aus. Platz drei wurde nicht mehr ausgespielt.
Die Endplatzierung ergab sich aus folgenden Kriterien:
1. Matchpunkte
2. Generaldurchschnitt (GD)
3. Bester Einzeldurchschnitt (BED)
4. Höchstserie (HS)

## Teilnehmer (alphabetisch)
1. Thomas Nockemann (DBC Bochum) (Titelverteidiger)
2. Thomas Berger (Wiesbadener BC)
3. Axel Büscher (Bergisch-Gladbacher BC)
4. Carsten Lässig (BG Coesfeld)
5. Arnd Riedel (BC Wedel)
6. Olaf Röber (BSV Langenfeld)
7. Dieter Steinberger (BC Kempten)
8. Wolfgang Zenkner (BC München)

## Turnierverlauf

### Gruppenphase
| MP    | Match Points (Sieger = 2; Unentschieden = 1; Verlierer = 0) |
| Pkte. | Erzielte Karambolagen                                       |
| Aufn. | Benötigte Versuche                                          |
| GD    | Generaldurchschnitt                                         |
| BED   | Bester Einzeldurchschnitt eines Spielers                    |
| HS    | Höchstserie                                                 |
|       | Bester GD des Turniers                                      |
|       | Bester ED des Turniers                                      |
|       | Beste HS des Turniers                                       |
|       | 1. Platz (Gold)                                             |
|       | 2. Platz (Silber)                                           |
|       | 3. Platz (Bronze)                                           |

| Platz                      | Name               | MP  | Pkte. | Aufn. | GD    | BED   | HS  |
| -------------------------- | ------------------ | --- | ----- | ----- | ----- | ----- | --- |
| 1                          | Th. Nockemann      | 6:0 | 450   | 12    | 37,50 | 75,00 | 106 |
| 2                          | Dieter Steinberger | 4:2 | 319   | 27    | 11,81 | 18,75 | 51  |
| 3                          | Olaf Röber         | 2:4 | 220   | 32    | 6,87  | 6,60  | 47  |
| 4                          | Axel Büscher       | 0:6 | 226   | 29    | 7,79  | –     | 45  |
| Gruppendurchschnitt: 12,15 |                    |     |       |       |       |       |     |

| Platz                      | Name             | MP  | Pkte. | Aufn. | GD    | BED   | HS |
| -------------------------- | ---------------- | --- | ----- | ----- | ----- | ----- | -- |
| 1                          | Thomas Berger    | 6:0 | 450   | 24    | 18,75 | 21,42 | 69 |
| 2                          | Wolfgang Zenkner | 4:2 | 383   | 26    | 14,73 | 16,66 | 67 |
| 3                          | Carsten Lässig   | 2:4 | 324   | 26    | 12,46 | 21,42 | 62 |
| 4                          | Arnd Riedel      | 0:6 | 340   | 24    | 14,16 | –     | 57 |
| Gruppendurchschnitt: 14,97 |                  |     |       |       |       |       |    |

## Finalrunde
| Halbfinale         |     |            |    |       |       |     |
| Thomas Nockemann   | 2:0 | 150        | 4  | 37,50 | 37,50 | 141 |
| Wolfgang Zenkner   | 0:2 | 130        | 4  | 32,50 | –     | 87  |
| Thomas Berger      | 0:2 | 126        | 20 | 6,30  | –     | 42  |
| Dieter Steinberger | 2:0 | 150        | 20 | 7,50  | 7,50  | 44  |
| Finale             |     |            |    |       |       |     |
| Thomas Nockemann   | 2:0 | 150(15)(*) | 5  | 30,00 | 30,00 | 110 |
| Dieter Steinberger | 0:2 | 150(15)    | 5  | 30,00 | 30,00 | 84  |

(*) Bandenentscheid für Nockemann

## Abschlusstabelle
| Klassement                 | Klassement | Klassement         | Klassement | Klassement | Klassement | Klassement | Klassement | Klassement | Klassement |
| Phase                      | Platz      | Name               | MP         | Pkte.      | Aufn.      | GD         | BED        | HS         |            |
| -------------------------- | ---------- | ------------------ | ---------- | ---------- | ---------- | ---------- | ---------- | ---------- | ---------- |
| Finale                     | 1          | Thomas Nockemann   | 10:0       | 750        | 21         | 35,71      | 75,00      | 141        |            |
| Finale                     | 2          | Dieter Steinberger | 6:4        | 619        | 52         | 11,90      | 30,00      | 84         |            |
| Halb- finale               | 3          | Thomas Berger      | 6:2        | 576        | 44         | 13,09      | 21,42      | 69         |            |
| Halb- finale               | 3          | Wolfgang Zenkner   | 4:4        | 513        | 30         | 17,10      | 16,66      | 87         |            |
| Gruppen- phase             | 5          | Carsten Lässig     | 2:4        | 324        | 26         | 12,46      | 21,42      | 62         |            |
| Gruppen- phase             | 6          | Olaf Röber         | 2:4        | 220        | 32         | 6,87       | 6,60       | 47         |            |
| Gruppen- phase             | 7          | Arnd Riedel        | 0:6        | 340        | 24         | 14,16      | –          | 57         |            |
| Gruppen- phase             | 8          | Axel Büscher       | 0:6        | 226        | 29         | 7,79       | –          | 45         |            |
| Turnierdurchschnitt: 13,82 |            |                    |            |            |            |            |            |            |            |